# Paramartyria
Paramartyria là một chi bướm đêm nguyên thủy, nhỏ, màu kim loại thuộc bộ Lepidoptera, trong họ Micropterigidae.

## Các loài
- Paramartyria anmashana Hashimoto, 2000
- Paramartyria baishanzuna Yang, 1995
- Paramartyria bimaculella Issiki, 1931
- Paramartyria chekiangella Kaltenbach & Speidel, 1982
- Paramartyria cipingana Yang, 1980
- Paramartyria immaculatella Issiki, 1931
- Paramartyria jinggangana Yang, 1980
- Paramartyria maculatella Issiki, 1931
- Paramartyria ovalella Issiki, 1931
- Paramartyria semifasciella Issiki, 1931